# 보포르 전투
보포르 전투(Battle of Beauport) 또는 몽모랑시 전투(Battle of Montmorency)는 7년 전쟁(프렌치 인디언 전쟁과 정복 전쟁으로 알려짐)에서 1759년 7월 31일 영국군과 프랑스군 사이에 프랑스령 캐나다에서 벌어진 전투이다. 영국군은 퀘벡에서 동쪽으로 약 5km 떨어진 보포르 방어선을 공격했지만, 제임스 울프 장군이 이끄는 영국군 443명의 사상자와 인명 피해를 내고 퇴각했다.

## 배경
프렌치 인디언 전쟁에서 1758년 전역은 영국에게는 성공적이었다. 영국은 4만 명 이상의 병력을 누벨프랑스에 파병했고, 루이부르를 함락하여, 프롱트낙 요새를 파괴함으로써 큰 우세를 잡았다. 윌리엄 피트는 다시 세인트 로렌스 강에 있는 캐나다의 지역 사회인 퀘벡과 몬트리올의 누벨프랑스의 심장부에 대규모 작전을 구상하며 1759년에도 공격적인 정책을 계속했다. 퀘벡에 대한 작전을 위해, 제임스 울프 장군은 약 7,000명의 병력을 지휘하게 되었다.

### 보포르
6월 26일, 퀘벡에 도착했을 때, 울프는 보포르 주변의 세인트로렌스강 북쪽 해안이 부대의 상륙을 위한 가장 유리한 장소인 것을 관찰했다. 그곳에는 프랑스군이 고지에 참호와 요새, 이동식 포대를 구축해 놓고 있었다. 결과적으로 울프는 해안의 다른 지점에 상륙하도록 계획을 수정해야 했다. 그는 최고의 상륙 지점을 찾기 위해 수 주일의 시간을 보냈다.

### 몽모랑시 진지
7월 8일 또는 9일 밤, 영국군은 몽모랑시 폭포로부터 동쪽으로 1.2km 떨어진 북쪽 해안에 상륙했다. 그곳의 동쪽에는 프랑스가 동서로 몽모랑시 강 어귀에 방어선을 구축해 놓고 있었다. 울프는 조지 타운센드가 지휘하는 여단에 소속된 루이부르 척탄병을 이끌고 처음으로 상륙했다. 프랑스군은 그들의 상륙을 저지하지 않았다. 그의 여단의 맨 앞에 위치한 제임스 머리는 7월 10일에 울프와 타운센드에게 합류했다. 상륙 지점 근처에 진지가 설치되었다. 울프는 프랑스 방어선에 대한 공격을 예상하고, 방어를 위해 진지를 구축하고, 뗏목과 부유 포대를 건설할 것을 명령했다.

### 공격 계획
몽모랑시 진지를 구축한 울프는 다양한 공격 계획을 모색하였고, 7월 28일에 계획을 선택했다. 그는 두 가지 주요 계획을 가지고 있다.
울프가 일지에서 언급한 첫 번째 계획과 장교들과의 7월 16일자 서신에 있었다. 로버트 멍크튼 준장에게 보낸 편지에서, 울프는 참호로부터 프랑스군을 끌어내기 위해 보포르 전선의 동쪽 끝에서 두 번째에 있는 프랑스 초소 중 하나를 점령하기를 희망한다고 적었다. 이 계획에는 오를레앙 섬에서 수송된 중요한 상륙 부대인 해군의 공격뿐만 아니라 뗏목으로 몽모랑시 강을 건너, 전투 지역 서쪽으로 행진하는 부대도 포함되어 있었다. 동시에 멍크튼이 지휘하는 여단이 세인트 찰스 강과 보포르 사이의 프랑스군 오른쪽으로 상륙할 예정이었다. 이 계획은 영국군에게 중요한 사건이 일어나 7월 20일로 보류되었다. 영국 해군은 7월 18일 ~ 19일 밤에 전열함 서덜랜드(HMS Sutherland)와 두 호위함 (HMS 다이아나와 HMS 스쿼럴)을 포함하여 일곱 척의 배를 퀘벡과 포인트-레비 사이의 협소한 수로를 통해 통과시키는데 성공했다. 그리하여 퀘벡의 서쪽에 상륙할 수 있는 가능성을 열었다. 영국 소함대에게 퀘벡의 로어타운에서 발사하는 포대와 그 배들을 추격하는 부유식 포대는 통과를 막지 못했다. 서덜랜드의 일지에는 프랑스 대포가 너무 고각으로 발사되어 심각한 피해를 입히지 못했다고 기록되어 있다.
7월 19일 울프는 퀘벡의 서쪽에 있는 해안 북부를 정찰하기 위해 포인트-레비 진지에 있었다. 그 다음날에는 서쪽으로 더 이동하여 쇼디에르 강 어귀 근처까지 갔다. 실러리와 캅 루즈 사이의 반대편 해안을 정찰하기 위함이었다. 울프는 세인트-미쉘 마을 근처에 상륙하는 것과 관련된 공격 계획을 위한 명령과 함께 멍크튼에게 이미 6월에 고려했던 무언가를 편지로 써 보냈다. 그러나, 13시에 울프는 그가 멍크튼에게 보낸 명령을 철회하고, 대신 며칠 간 대기하라고 다시 명령을 내리고, ‘특별한 상황’으로 인해 신속하게 출동할 수 있는 대기 상태를 유지하라고 명령했다. 그가 암시한 상황은 사모스 (실러리 근처)에 새롭게 구축된 포대가 스쿼럴을 손상시킨 프랑스의 반격이었다는 추측도 가능하다.
울프는 7월 26일 몽모랑시 진지로 돌아 왔다. 2개 대대의 호위를 받고, 그는 프랑스 전선을 정찰하기 위해 몽모랑시 강 상류로 걸어서 갔다. 강 어귀에서 약 5km 떨어진 지점에서, 그는 해안 서부에서 해안 동부로 횡단하기 쉬운 여울를 관측했다. 이 여울을 발견한 뒤에는 여울을 건너려고 시도하는 영국군들과 반대쪽에 참호에 들어가 있는 프랑스군 사이에 연속적인 총격전이 있었다. 영국군은 45명이 사상당했다고 보도했다.
7월 28일 울프는 보포르 방어선 공격이 7월 30일에 실행될 거라고 썼다. 그러나 바람이 불어서 그날 해군은 이동조차 못했고, 작전은 그 다음날로 연기되었다. 연후 울프가 생각한 공격 계획은 7월 16일 자신의 편지에서 멍크튼에게 설명한 계획의 변형이었다. 이전 계획과는 달리, 프랑스군의 오른쪽 (보포르의 서쪽)에 평행 상륙에 대한 언급이 없었다.

## 전투

### 노출된 계획
7월 31일 아침, 전선 센츄리온은 몽모랑시 폭포 옆에 세워두고, 최동단의 프랑스 포대를 공격했다. 울프 장군은 요새를 공격하기 위해 두 개의 무장 수송선 중 하나인 러셀(Russell)에 탑승했다. (다른 하나는 쓰리 시스터즈) 연후 울프는 오를레앙 섬에서 했던 것보다 프랑스의 주둔을 더 잘 정찰할 수 있는 좋은 기회를 가졌다. 그는 즉시 자신의 실수를 깨달았다. 프랑스군을 참호에서 끌어내기 위해 그가 점령하려고 했던 초소는 적의 포격 사정거리 내에 있었던 것이다. 그러자 프랑스군은 참호를 벗어나지 않고도 초소를 향해 매우 잘 포격할 수 있었다. 이 사실은 모든 것을 바꿔 놓았고, 울프의 공격 계획은 결과적으로 예상했던 것보다 더 위험한 것으로 증명되었다.
그럼에도 불구하고 울프 장군은 이미 진행 중인 공격을 계속하기로 결정했다. 그는 일지에서 자신이 적의 측면에서 관찰한 것은 ‘혼란과 무질서’라고 언급하면서 작전을 이끌었다. 몽모랑시에서 지휘한 타운센드와 포인트-레비에서 지휘했던 멍크튼은 공격에 대한 대비를 하라는 명령을 받았다.

### 상륙
약 11 시경, 수송선(러셀과 쓰리 시스터즈)이 해안 북쪽에 도착하였고, 본대가 초소에 상륙을 위해 동원되었다. 12:30 경에, 주요 상륙 부대를 수송하는 보트가 오를레앙 섬을 떠나 울프와 합류했다. 예기치 않은 어려움으로 몽모랑시 폭포에서 약간 서쪽으로 상륙한다는 계획이 일시적으로 중단되었다. 사주와 마주친 보트가 해안에 도달하지 못한 것이다. 상륙을 위한 적절한 장소를 찾으면서 상당한 시간이 지체되었으며, 결국 17:30경에 교전이 발생했다. 그 무렵 하늘은 폭풍우 구름으로 덮여 있었다.

### 결전
프랑스 선선에서 제1 전진 부대는 13대의 척탄병 중대와 200명의 왕당파 미국인 군인들이었다. 몬트리올 민병대의 사격으로 참호가 있는 위쪽의 언덕으로 올라가는 진군이 멈춰졌다.
사격이 시작된 직후, 여름 폭풍이 불어쳤고, 화약이 젖어 총기를 사용할 수 없게 만들었다. 울프 장군이 퇴각을 명령했을 때, 몽모랑시 진지에서 행진한 군대는 오를레앙 섬 진지에서 이송된 주력 부대와 아직 합류하지도 못했다.

## 결과
프랑스군은 승리했다. 울프 장군은 443명의 사상자를 냈고 (210명이 사망하고, 233명이 부상), 프랑스군은 60명이 전사하고 부상당했다. 프랑스군의 손실은 몽모랑시 진지에서 대규모로 쏜 포격으로 인한 손실이었다. 전투가 있었던 다음날 울프는 멍크튼에게 전투로 발생한 손실은 크지 않았고, 그 패배는 낙담할 정도는 아니라고 편지를 섰다. 프랑스 진지에서 승전보를 알리는 동안, 몽칼름 장군은 차분함을 유지하며, 부르라마크에게 편지를 보냈다. 자신의 의견으로는 이 공격은 더 중요한 일전을 치르기 위한 서곡일 뿐이며, 인내심을 가지고 기다려야 한다고 말했다. 그러한 공격은 결국 시작되었다. 9월 13일에 영국군이 퀘백의 서쪽에 상륙하였고, 몽칼름과 울프 두 장군 모두의 생명을 앗아간 아브라함 평원 전투에서 프랑스군을 격파했다.

## 참고 문헌
- Journal of the Expedition up the St. Lawrence
- McLynn, Frank (2004). 1759: The Year Britain became Master of the World, Jonathan Cape, 런던, ISBN 0-224-06245-X
- Stacey, Charles Perry (1959). Quebec, 1759: The Siege and The Battle, 토론토: 맥밀란
- J.Bradley Cruxton, W. Douglas Wilson, Robert J. Walker (2001). "Close-Up Canada", 옥스포드, 뉴욕, ISBN 0-19-5415442